# Hebeloma helodes
Hebeloma helodes là một loài nấm ở Hymenogastraceae.

## Hình ảnh

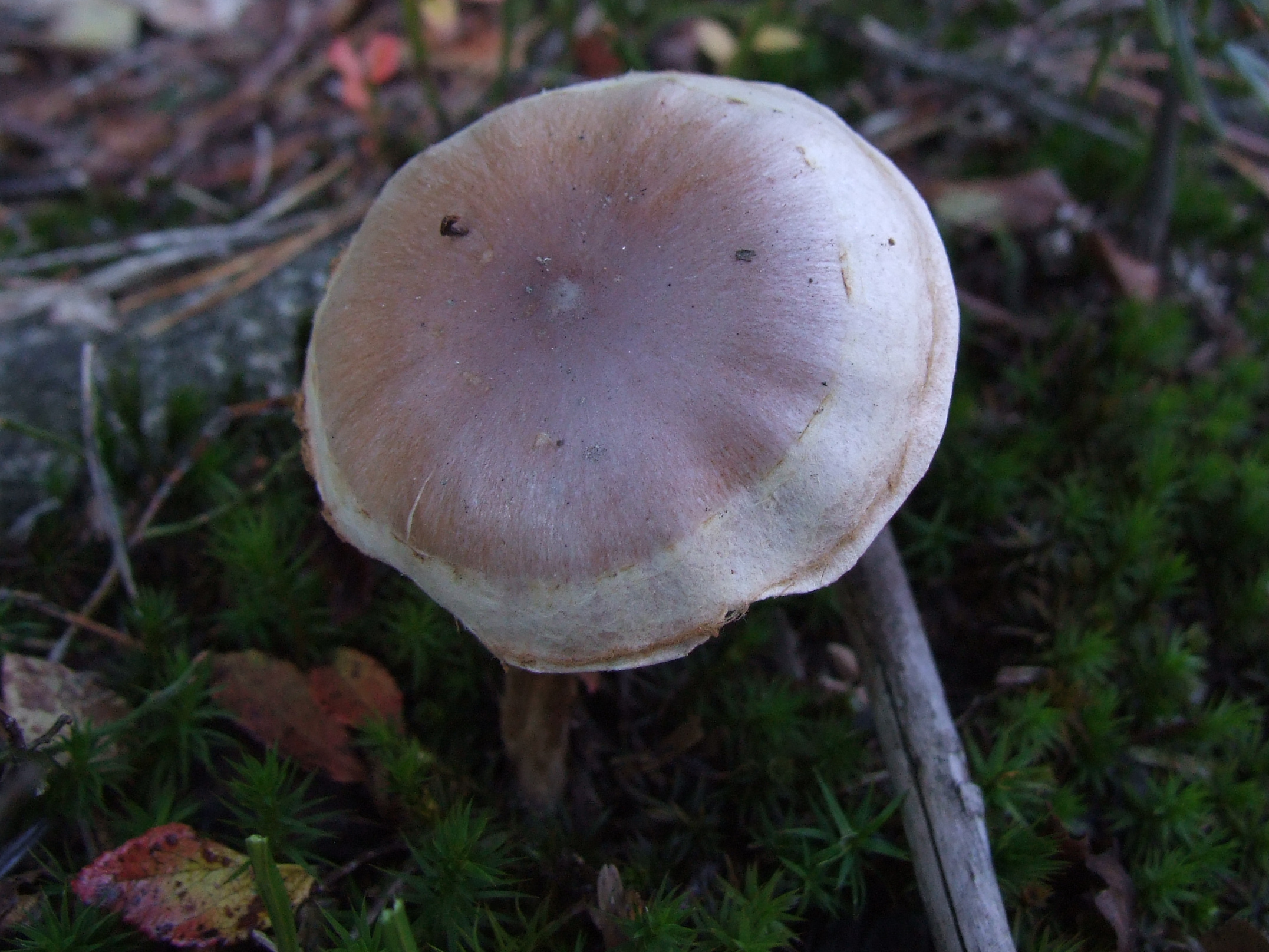